# البطن (العراق)
البطن منطقة واسعة منخفضة بجنوب قضاء السلمان وناحية الشبكة بالبادية العراقية ممتدة من الجنوب الشرقي نحو الشمال الغربي متاخمة للمرتفعات الواقعة غرب الوقبا الممتدة إلى أنصاب فرفحا فالمعانية، ممتدة أرضها بامتداد هذه المرتفعات، ولكنها منخفضة، يحفّ بجوانبها الجنوبية مرتفعات تُسمى ظهرة البطن، ومن الشمال تحف بها صحراء الحجرة ومن الغرب صحراء الصحن ووادي حسم والمنخفضات الواقعة غرب المعانية، وفي أرض البطن موارد مياه، منها الشبرم والجل وعثامين وتخاديد وشَراف والسجر والشبكة والشباك وعيدها، واللعاعة، ذكر حمد الجاسر في مقاله (المعجم الجغرافي للبلاد العربية السعودية المنطقة الشرقية) المنشور في مجلة العرب لشهر أيار وحزيران سنة 1980 أن البطن واقع "داخل الحدود العراقية". وقال غلوب باشا في كتابه حرب في الصحراء المنشور سنة 1960 "وسألَ ابنُ حميد عبدَ الله عن موقع الحدود العراقية وعندما أجابه الأخير بأنه خط البطن، سألَهُ وكم يبعد البطن عن الجميمة، وهل هناك دوريات بالعربات المدرعة أو الطائرات وكانت كل المعلومات التي أفضى بها عبدُ الله دقيقة…". وقال غلوب "كنا نطير فوق صحراء الحجرة ثم فوق أول خط للمنحدرات الصخرية الذي يُسمى حُقي رشيد، والثاني البطن.".